# Grays Athletic Football Club
El Grays Athletic Football Club es un equipo de fútbol que representa las ciudades de Grays, Thurrock, Essex. Actualmente juega en la Isthmian League Division One North.

## Historia
- El club fue fundado en 1890.

## Palmarés
- Campeón de Conference South : 2005.

## Récords del equipo
- Victoria: 12-0 en casa contra Tooting Town, London League,24 de febrero de 1923
- Derrota: 0-12 away to Enfield, Athenian League, 20 de abril de 1963
- Público: 9,500 v Chelmsford City, FA Cup 4a ronda clasificatoria, 1959
- Apariciones en la liga: Phil Sammons, 472, 1982-1997
- Fichaje más caro (Pagado): £12,000 al Welling United por Danny Kedwell
- Fichaje más caro (Recibido): £150,000 del Peterborough United por Aaron McLean